# Poble Sec
Poble Sec – stacja metra w Barcelonie znajdująca się w dzielnicy o tej samej nazwie w dystrykcie Sants-Montjuïc. Przebiega przez nią linia 3. Stacja została otwarta w 1975. W przyszłości planowa jest rozbudowa linii 2, która przekieruje tor z aktualnej stacji końcowej Paral·lel na stację Poble Sec, a następnie w kierunku lotniska, wskutek tego stacja stanie się stacją przesiadkową między liniami L2 i L3.